# Nate Holland
Nate Holland (* 8. November 1978 in Idaho) ist ein US-amerikanischer Snowboarder.

## Werdegang
Sein internationales Debüt gab Holland in den verschiedensten Snowboard-Disziplinen bei FIS-Rennen in den Jahren 1996 und 1997 an verschiedenen Orten in den Vereinigten Staaten. Bis 2000 spezialisierte sich Holland schließlich auf Snowboardcross. Im Februar 2000 startete er am Lake Tahoe erstmals im Continentalcup und erreichte als Siebenter die Top 10.
Am 11. Dezember 2003 gab Holland in Whistler sein Debüt im Snowboard-Weltcup und belegte bei seinem ersten A-Klasse-Wettbewerb als Fünfter auf Anhieb auch eine sehr gute Platzierung. Nur drei Monate später feierte der US-Amerikaner mit dem dritten Rang in Jōetsu sein erstes Weltcup-Podium. Es blieb bis zum Ende der Saison sein einziger Podestrang. In der Snowboardcross-Gesamtwertung erreichte er den 17. Platz.
In die Saison 2004/05 startete Holland schwach mit Rängen weit außerhalb der Top 10. Erst im Januar belegte er mit dem siebenten Rang am Mount Bachelor wieder ein Top-10-Resultat. Nach einem starken vierten Platz in Lake Placid erreichte Holland im spanischen Sierra Nevada seinen ersten Weltcupsieg. Nachdem er in Tandådalen noch einmal Rang vier belegt hatte, beendete er die Snowboardcross-Gesamtwertung auf Rang drei.
Im September 2005 ging Holland in Las Leñas erstmals im South American Cup an den Start. Mit Rang fünf landete er im Snowboardcross auch dort auf einem guten Top-10-Rang. Im Oktober feierte er in Saas-Fee seinen zweiten Weltcup-Sieg. Auch in Whistler stand er erneut auf dem Podium. Trotz das Holland in Bad Gastein als Vierter kann das Podium verpasste, reiste er als einer der Medaillenfavoriten zu den Olympischen Winterspielen 2006 in Turin. Beim Snowboardcross in Bardonecchia fuhr er als 14. jedoch der Konkurrenz nur hinterher.
Bei den internationalen Neuseeländischen Meisterschaften 2006 in The Remarkables sicherte er sich den Titel im Snowboardcross. Zudem gewann er bei den Winter-X-Games 2006 Gold in derselben Disziplin. Bei der gut ein halbes Jahr später stattfindenden Snowboard-Weltmeisterschaft 2007 in Arosa gewann Holland im Snowboardcross hinter Xavier de Le Rue und Seth Wescott die Bronzemedaille. Vier Wochen später wurde er beim Weltcup in Furano Zweiter.
Bei den Winter-X-Games 2007 sicherte sich Holland seinen zweiten Snowboardcross-Titel in Folge. Zum Saisonende sicherte er sich noch zweimal den zweiten Platz bei den Weltcups von Lake Placid. Die Weltcup-Saison beendete er als seine bis dahin beste als Zweiter der Snowboardcross-Gesamtwertung. In der Weltcup-Gesamtwertung aller Disziplinen erreichte er Rang 15. Holland gelang erst wieder im Februar 2008 in Sungwoo der Sprung aufs Podium. Bei den Winter-X-Games 2008 in Aspen sicherte sich Holland seinen nunmehr dritten Snowboardcross-Titel in Folge.
Bei den offenen Kanadischen Meisterschaften 2008 am Cypress Lake gewann Holland den Titel im Snowboardcross. Ein Jahr später bei der Snowboard-Weltmeisterschaft 2009 in Gangwon-do verpasste er eine Medaille deutlich und kam nur auf Rang 13. Zwei Wochen später gewann er im Nor Am Cup den Snowboardcross in Boreal.
Zurück im Weltcup sicherte er sich in Cypress und Stoneham sowie auch später in La Molina und Valmalenco gute Top-10-Platzierungen. Im Bad Gastein sicherte sich Holland seinen dritten Weltcupsieg.
Bei den Olympischen Winterspielen 2010 in Vancouver erreichte Holland das Finale der besten Vier im Snowboardcross, verpasste aber als Letzter des Finallaufs eine Medaille knapp. Bei den folgenden Winter-X-Games 2010 gewann er zum fünften Mal in Folge den Titel im Snowboardcross.

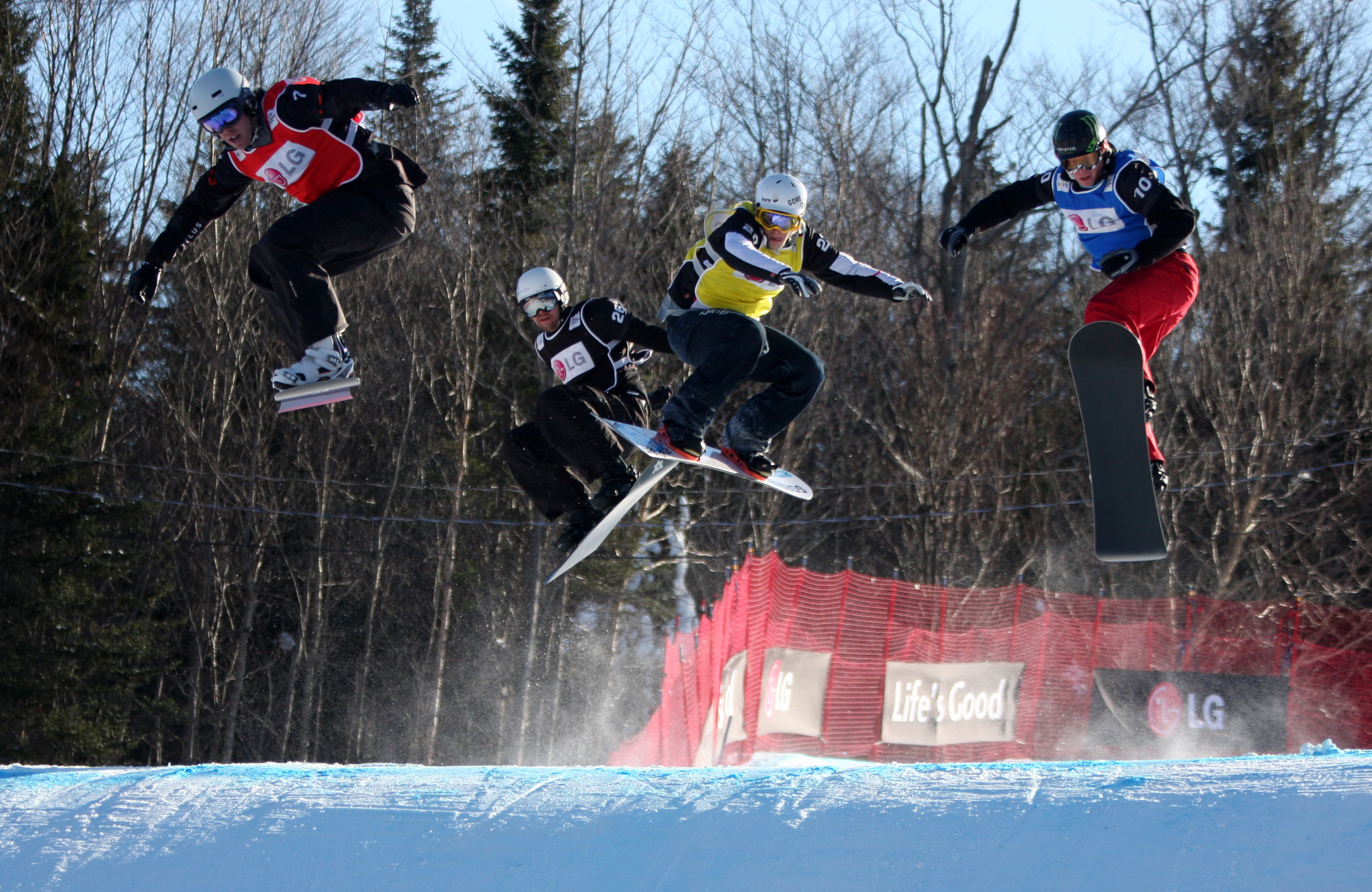
Mike Robertson, Jake Holden, Konstantin Schad und Nate Holland in Stoneham 2010

Zu Beginn der Saison 2010/11 gewann er den Weltcup in Lech am Arlberg. Wenig später sicherte er sich bei der Snowboard-Weltmeisterschaft 2011 in La Molina seine zweite Bronzemedaille nach 2007. Im Weltcup kam er in der Snowboardcross-Gesamtwertung nach durchwachsenen Ergebnissen bis zum Saisonende nur auf Rang acht. Bei den Winter-X-Games 2011 in Aspen verpasste er erstmals den Sieg und kam nur auf dem Bronzerang ins Ziel.
Besser verlief für Holland die Saison 2011/12. In Veysonnaz sicherte er sich erneut einen ungefährdeten Weltcupsieg. Drei Tage zuvor hatte er an gleicher Stelle bereits als Zweiter auf dem Podium gestanden. Nach weiteren mittelmäßigen Ergebnissen lag Holland am Ende der Saison auf Rang drei der Snowboardcross-Gesamtwertung. Es blieb für längere Zeit der letzte Erfolg. Erst zum Ende der Saison 2012/13 in Arosa gelang ihm mit Rang zwei erneut ein Top-Ergebnis.
Obwohl Holland mit seinen mittlerweile 35 Jahren im Weltcup nicht mehr zur absoluten Weltspitze gehörte, erreichte er die Qualifikation für die Olympischen Winterspiele 2014 in Sotschi. Dort schied er beim Rennen in Rosa Chutor jedoch früh aus und lag am Ende nur auf Rang 25.
Bei der Snowboard-Weltmeisterschaft 2015 im Snowboardcross belegte er im Januar in Kreischberg den vierten Rang.

## Erfolge

### Weltcupsiege
| Nr. | Datum            | Ort             | Land       | Disziplin      |
| --- | ---------------- | --------------- | ---------- | -------------- |
| 1   | 11. März 2005    | Sierra Nevada   | Spanien    | Snowboardcross |
| 2   | 22. Oktober 2005 | Saas-Fee        | Schweiz    | Snowboardcross |
| 3   | 10. Januar 2010  | Bad Gastein     | Österreich | Snowboardcross |
| 4   | 7. Dezember 2010 | Lech am Arlberg | Österreich | Snowboardcross |
| 5   | 22. Januar 2012  | Veysonnaz       | Schweiz    | Snowboardcross |
| 6   | 27. Februar 2016 | Bokwang         | Südkorea   | Snowboardcross |
| 7   | 17. März 2018    | Veysonnaz       | Schweiz    | Snowboardcross |

## Privates
Holland ist seit Juni 2012 mit seiner Frau Christen verheiratet. Sie leben in Truckee, Kalifornien.
Holland hat einen jüngeren und einen älteren Bruder. Sein jüngerer Bruder Pat Holland ist ebenfalls als Snowboarder aktiv und startet ebenfalls bei internationalen Snowboardcross-Wettbewerben.